# 마우리지오 스테카
마우리지오 스테카(이탈리아어: Maurizio Stecca, 1963년 3월 9일 ~ )는 이탈리아의 전직 복싱 선수로 1984년 하계 올림픽 밴텀급에서 금메달을 땄다.
스테카는 산타르칸겔로 디 로마그나에서 태어났다. 그의 형 루이스 스테카 또한 프로 복싱 선수였다.